# Ginástica artística nos Jogos Europeus de 2015 - Cavalo com alças
A competição do cavalo com alças foi um dos eventos da ginástica artística nos Jogos Europeus de 2015, em Baku, no Azerbaijão. Foi disputada na Arena Nacional de Ginástica entre os dias 14 e 20 de junho.

## Calendário
Horário de verão do Azerbaijão (UTC+5).
| Data        | Horário | Fase         |
| ----------- | ------- | ------------ |
| 14 de junho |         | Qualificação |
| 20 de junho | 16:30   | Final        |

## Medalhistas
| Ouro   | SLO Sašo Bertoncelj |
| Prata  | AZE Oleg Stepko     |
| Bronze | GBR Brinn Bevan     |

## Resultado

### Qualificação
O resultado da qualificação foi o seguinte. 
| Posição | Ginasta              | Dif.  | Exe.  | Pen. | Total  | Qual. |   |
| ------- | -------------------- | ----- | ----- | ---- | ------ | ----- | - |
| 1       | AZE Oleg Stepko      | 6.700 | 8.633 |      | 15.333 | Qual. | Q |
| 2       | SLO Sašo Bertoncelj  | 6.500 | 8.666 |      | 15.166 | Q     |   |
| 3       | RUS David Belyavskiy | 6.300 | 8.500 |      | 14.800 | Q     |   |
| 4       | GBR Brinn Bevan      | 6.400 | 8.366 |      | 14.766 | Q     |   |
| 5       | UKR Oleg Verniaiev   | 7.100 | 7.600 |      | 14.700 | Q     |   |
| 6       | SVK Slavomír Michňák | 6.300 | 8.366 |      | 14.666 | Q     |   |
| 7       | AZE Petro Pakhnyuk   | 6.400 | 8.233 |      | 14.633 |       |   |
| 8       | FRA Axel Augis       | 5.900 | 8.666 |      | 14.566 | R1    |   |
| 9       | ESP Fabián González  | 6.200 | 8.300 |      | 14.500 | R2    |   |
| 10      | RUS Nikita Ignatyev  | 6.100 | 8.266 |      | 14.366 |       |   |
| 11      | BLR Dzmitry Barkalau | 6.000 | 8.333 |      | 14.333 | R3    |   |

### Final
O resultado final foi o seguinte.
| Posição           | Ginasta              | Dif.  | Exe.  | Pen. | Total  |
| ----------------- | -------------------- | ----- | ----- | ---- | ------ |
| Medalha de ouro   | SLO Sašo Bertoncelj  | 6.500 | 8.466 |      | 14.966 |
| Medalha de prata  | AZE Oleg Stepko      | 6.400 | 8.200 |      | 14.600 |
| Medalha de bronze | GBR Brinn Bevan      | 6.300 | 7.900 |      | 14.200 |
| 4                 | RUS David Belyavskiy | 6.200 | 7.700 |      | 13.900 |
| 5                 | UKR Oleg Verniaiev   | 7.000 | 6.833 |      | 13.833 |
| 6                 | SVK Slavomír Michňák | 6.200 | 7.066 |      | 13.266 |